# Galaxy (hop)
Galaxy is een hopvariëteit, gebruikt voor het brouwen van bier.
Deze hopvariëteit is een “dubbeldoelhop”, bij het bierbrouwen gebruikt zowel voor zijn aromatische als zijn bittereigenschappen. Deze Australische triploïde cultivar werd in 1994 gekweekt bij Hop Products Australia en is een kruising tussen een vrouwelijke tetraploïde hop (J78) en een mannelijke plant, afstammend van de variëteit Perle.

## Kenmerken
- Alfazuur: 13,5 – 14,8%
- Bètazuur: 5,8 – 6%
- Eigenschappen: hoogalfahop met citrus- en passievruchtaroma en -smaak